# SN 2011du
SN 2011du – supernowa typu II odkryta 23 czerwca 2011 roku w galaktyce A185642+3638. W momencie odkrycia miała maksymalną jasność 18,80m.